# Rosamaria Murtinho
Rosamaria Murtinho, nombre artístico de Rosa Maria Pereira Murtinho Braga, (Belén, 24 de octubre de 1932) es una actriz de teatro, televisión y cinema brasileña.
Descendiente del político brasileño Joaquim Murtinho. Su padre, el ingeniero agrónomo carioca Frederico Murtinho Braga, tuvo que hacer un trabajo en la región Norte de Brasil para el Instituto Agronômico do Norte, ahí conoció a Maria do Carmo, hija del Dr. Enéas Calandrini Pinheiro, en ese momento director del instituto y los dos se enamoraron. Se casaron y Rosamaria nació en Belém y fue para Río de Janeiro aún bebé, a los 21 días de vida, capital del país en aquel momento. Vivió durante un año en los Estados Unidos. Quería ser abogada estudiar ballet y por eso empezó a estudiar, pero empezó en el teatro, arte por la cual se enamoró y que la hizo desistir de todo lo demás.[2]
Su hermano mayor, Carlos Murtinho empezó a hacer teatro amador con Paulo Francis y Rosamaria ingresó en el grupo Studio 53. Una de las actrices se enfermó y Rosamaria, a petición de su hermano y por sugerencia de Paulo Francis, la sustituyó, en eso tenía dieciocho años. Un día, Silveira Sampaio, que era dueño del Teatro de Bolso, asistió a una presentación del grupo y se interesó por la actuación de Rosamaria, la invitó a participar de una obra suya. Ahí ganó su primer salario. Después Sandro Polôniola invitó para hacer teatro en São Paulo, pero sus padres No permitieron. En este instante, acompañada por su madre, Rosamaria fue para Portugal trabajar.
Aún en el teatro, la actriz conoció, se enamoró y se casó con el también actor Mauro Mendonça con quien tiene tres hijos João Paulo, Rodrigo Mendonçay Mauro Filho siendo que, Mauro Mendonça Hijo, es director de la Red Globo. Durante diez años estuvo separada de Mauro, en entrevista la actriz dijo que los dos tenían opiniones muy distintas, discordaban de muchas cosas y eso causó discusiones en exceso. Reataron en el final de la década de ochenta. 
Ambos viven en la misma casa pero en habitaciones separadas. 
Es famosa por los personajes en las telenovelas A Moça Que Veio de Longe, A Próxima Vítima, Pai Herói, Chocolate com Pimenta, Pantanal, Cambalacho y O Astro En Pai Herói, quedó conocida por su personaje Walkíria, una mujer que sufría de esquizofrenia, Rosamaria estuvo por muchos días en una clínica que trataba personas con esa enfermedad para prepararse. 
En el teatro hizo personajes marcantes como “E Agora O Que Eu Faço Com O Pernil?” , “Simples Magia” , “Letti & Lotte” y “Sopros de Vida”, también la villana Doña Flávia en la obra Doroteia Según la actriz, fue un regalo del director Jorge Farjalla por sus sesenta años de carrera con un papel totalmente diferente de todos los que ya había hecho. 
Es amiga íntima de los actores Bárbara Paz, Carlos Vereza y Nicette Bruno.
En 2016 ella y su esposo Mauro Mendonça ganaron el premio Mário Lago en el programa Domingão Do Faustão. El premio es un homenaje a los actores o personalidades importantes para la cultura brasileña. 
En 2018 después de 4 años, vuelve a la telenovela con Deus Salve o Rei en una pequeña participación como la reina de Montemor, que padecía de Alzheimer.  Abuela de los herederos Afonso (Rômulo Estrela) y Rodolfo (Johnny Massaro). 
En 2019 por invitación del escritor Walcyr Carrasco, participó de la telenovela  A Dona Do Pedaço como la interesada Linda Guedes, abuela de la protagonista Virginia (Paolla Oliveira) .
En el cinema hizo la película  Primeiro de Abril, Brasil que le ha dado el Kikito en el Festival de Cinema de Gramado. Quedó conocida también por la película de humor del actor y director Renato Aragão, Didi, O Cupido Trapalhão como Ana Poleto, la esposa del político Poleto Mauro Mendonça y madre de la protagonista Julieta.

## Filmografía

### Televisión
| Año  | Título                       | Papel                                   |
| ---- | ---------------------------- | --------------------------------------- |
| 1964 | La Moça que Vino de Lejos    | Maria Aparecida                         |
| 1965 | Yo Quiero Usted              | Natália                                 |
| 1965 | Pecado de Mujer              | Rita                                    |
| 1965 | Aún Resta una Esperanza      |                                         |
| 1966 | Somos Todos Hermanos         | Valéria                                 |
| 1966 | La Enemiga                   | Leonora                                 |
| 1966 | El Ángel y el Vagabundo      | Geni                                    |
| 1967 | Pasión Prohibida             | Maria Helena                            |
| 1968 | La Muralla                   | Isabel                                  |
| 1968 | El Santo Mestiço             | Isabel                                  |
| 1969 | Los Extraños                 | Dionéia                                 |
| 1969 | Sangre de mi Sangre          | Viviane                                 |
| 1972 | El primer Amor               | Paula                                   |
| 1973 | Cariñoso                     | Ivone                                   |
| 1974 | El Espigão                   | Helka Escobar                           |
| 1975 | Escalada                     | Arlete                                  |
| 1975 | Cuca Legal                   | Kinu                                    |
| 1975 | Roque Santeiro               | Matilde Mendes de Olivo                 |
| 1975 | Pecado Capital               | Eunice                                  |
| 1977 | Nina                         | Arlete                                  |
| 1979 | Padre Héroe                  | Valquíria Montaña Brandão               |
| 1980 | Llega Más                    | Léa                                     |
| 1981 | Juego de la Vida             | Loreta Pires de Camargo                 |
| 1983 | Yo Prometo                   | Tarsila Sierra Jardín                   |
| 1984 | Vereda Tropical              | Bárbara                                 |
| 1985 | Juego del Amor               | Neide                                   |
| 1986 | Cambalacho                   | Cecília Pereira (Ceci)                  |
| 1987 | Mandala                      | Gloria Lunardo                          |
| 1989 | Kananga de Japón             | Josephine                               |
| 1990 | Pantanal                     | Zuleica                                 |
| 1991 | El Fantasma de la Ópera      | Amália                                  |
| 1994 | Memorial de Maria Moura      | Eufrásia                                |
| 1995 | Las Pupilas del Señor Rector | Ressureição                             |
| 1995 | La Próxima Víctima           | Romana Ferreto (participación especial) |
| 1996 | Perejil y Merengue           | Bárbara                                 |
| 1998 | Cuerpo Dorado                | Isabel Moreira de Barros                |
| 1999 | Chiquinha Gonzaga            | Princesa Isabel                         |
| 1999 | Vila Madalena                | Margot                                  |
| 2001 | Estrella-Guía                | Carlota                                 |
| 2001 | Las Hijas de la Madre        | Dueña italiana                          |
| 2002 | Charla Airada                | Dueña Olaíde                            |
| 2003 | Chocolate con Pimenta        | Margot Oliveira                         |
| 2005 | Malhação                     | Naná                                    |
| 2007 | Paraíso Tropical             | Dolores                                 |
| 2007 | Siete Pecados                | Otília                                  |
| 2008 | Toma Allá, Da Acá            | D. Cidalva                              |
| 2009 | Baila de los Famosos 6       | Ella misma                              |
| 2011 | El Astro                     | Tía Magda                               |
| 2011 | Zorra Total                  | Ella misma                              |
| 2012 | Guerra de los Sexos          | Mirelle Darrieux                        |
| 2013 | Amor a la Vida               | Tamara Gouveia Sobral                   |
| 2014 | Doble Identidad              | Suzana                                  |
| 2018 | Deus Salve o Rei             | Crisélia Castelli, Rainha de Montemor   |
| 2019 | A Dona do Pedaço             | Doña Linda                              |